# Erich Habersaath

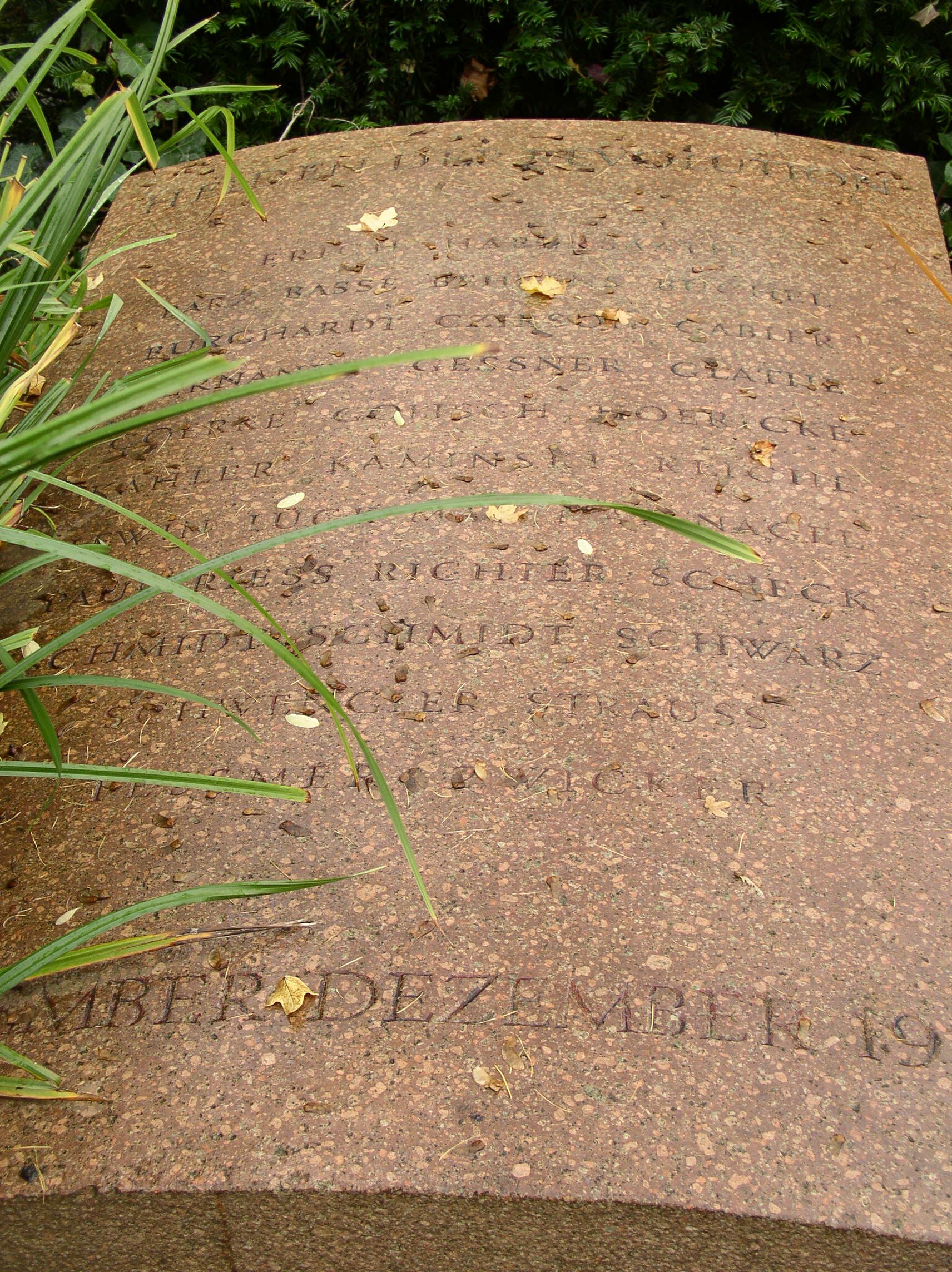
Gedenkstein mit Habersaaths Namen (als erstem in der Liste) auf dem Friedhof der Märzgefallenen

Erich Habersaath (* 18. November 1893 in Berlin; † 9. November 1918 ebenda) war ein deutscher Werkzeugmacher, Arbeiterführer und das erste Opfer der Novemberrevolution in Berlin.

## Leben
Habersaath, als zwölftes Kind einer Arbeiterfamilie geboren, trat 1911 der SPD bei, gehörte zu den Mitbegründern der USPD in Berlin und war als Führer der Berliner Arbeiterjugend aktiv. Am 9. November 1918 wurde er als einer der revolutionären Obleute, die an der Spitze eines Demonstrationszugs von Arbeitern der Schwartzkopff-Werke auf die Garde-Füsilier-Kaserne in der Chausseestraße zumarschierten, zusammen mit zwei weiteren Teilnehmern getötet, als ein kaisertreuer Offizier aus der Kaserne auf die Menge von Arbeitern und meuternden Soldaten schoss, sie waren damit die ersten Toten der Revolution in Berlin. Habersaath wurde auf dem Friedhof der Märzgefallenen beigesetzt, wo 1958 zum 40. Jahrestag der Novemberrevolution drei Grabplatten mit entsprechenden Inschriften zum Gedenken an die Opfer von 1918 eingelassen wurden.
Nach ihm wurde am 31. Mai 1951 die an der südlichen Randbebauung des ehemaligen Kasernengeländes vorbeiführende Kesselstraße in Berlin-Mitte in Habersaathstraße umbenannt. Die Militärtechnische Schule der Landstreitkräfte der Nationalen Volksarmee in Prora erhielt am 1. Dezember 1969 den Namen „Erich Habersaath“. Eine vor dem Dezember 1973 in der Chausseestraße am Stadion der Weltjugend, dem Platz der ehemaligen Kaserne, für ihn angebrachte Gedenktafel wurde zwischen Februar 1993 und Oktober 1996 entfernt.

## Film
- Im Film Trotz alledem! aus dem Jahr 1972 wird Habersaath von Ulrich Anschütz dargestellt.